# Gerhard von Negenborn
Gerhard Georg Reinhold Negenborn, seit 1901 von Negenborn, (* 30. Januar 1864 in Klonau (Kreis Osterode in Ostpreußen); † 2. August 1931 ebenda) war ein deutscher Landwirt und Politiker (DNVP).

## Leben
Negenborn war der Sohn von Richard Negenborn (1834–1875), einem Rittergutsbesitzer in Klonau und dessen Ehefrau Hedwig, geborene Holtz (1842–1918). Er besuchte das Gymnasium in Danzig und machte eine Landwirtschaftslehre. Seinen Militärdienst leistete er als Einjährig-Freiwilliger beim 1. Garde-Dragoner-Regiment in Berlin.
1888 übernahm er für seine Mutter und seine Geschwister die Verwaltung der Klonauer Güter. Sein Großvater hatte diese 1831 bei der Versteigerung der Finckensteinischen Besitzungen Schloss Gilgenburg erworben. Es handelte sich um 1750 ha, die er 1903 alleine übernahm. Er erweiterte den Besitz durch Ankäufe auf 2480 ha und war dann Rittergutsbesitzer und Herr auf Klonau, Hedwigshöhe, Elgenau und Altstadt. Möglich wurde dieser Ankauf durch Gewinne aus der Steigerung der Erträge durch Drainage, Düngung und Fruchtfolge. Hauptanbauprodukt waren Kartoffeln. Zum Gut gehörten zwei Brennereien, die diese Kartoffeln in Spiritus umwandelten.
Negenborn war führende Kraft hinter der Bildung des Kartells der Spiritus-Fabrikanten. Er war Leiter des Verbandes für Spiritusverwertung und später Präsident der Arbeitsgemeinschaft Deutscher Spiritusfabrikanten. Diese bestimmte faktisch die Jahresbrennrechte und den Übernahmepreis der Reichsmonopolverwaltung. Er war Vorsitzender der Kartoffelbaugesellschaft und stellvertretendes Mitglied des Aufsichtsrates der Ostpreußischen Landgesellschaft. Er stand 1906 bis 1918 dem Landwirtschaftlichen Centralverein Allenstein vor, der Untergliederung der Landwirtschaftskammer für den Regierungsbezirk Allenstein. Im Ersten Weltkrieg war er im Generalgouvernement Warschau tätig.
Negenborn war Amtsvorsteher und – als Rittergutsbesitzer auf Fiugaiken – Kirchenpatron von Marwalde (1888–1931) und Frögenau (1891–1912), 1907 bis 1931 Kreisdeputierter, 1900–1902 und 1918–1931 Kreistagsabgeordneter und 1902–1913 Mitglied des Kreisausschusses des Kreises Osterode. 1902 bis 1918 war er Mitglied der Landwirtschaftskammer und 1907 bis 1918 stellvertretendes Mitglied im Landesökonomiekollegium im Landwirtschaftsministerium in Berlin. 1912 bis 1929 war er für die DNVP Mitglied im Provinziallandtag der Provinz Ostpreußen. Von Mai 1921 bis Januar 1930 war er stellvertretendes Mitglied des Preußischen Staatsrates. Bei der Volksabstimmung am 11. Juli 1920 war er führend tätig.
Am 18. Januar 1901 wurde er in den erblichen Adelsstand erhoben. Er heiratet 1893 in erster Ehe Katharina verw. Thomasius geborene Freiin von Eckhardtstein (1852–1925). Aus der Ehe stammt das einzige Kind, der Sohn Richard (* 1894). In zweiter Ehe heiratete er Gertrud verw. Freifrau von Eckhardtstein geborene von Scheffler (1870–1967). Karl Georg Negenborn war sein Bruder.